# グリーリー・エステイツ
グリーリー・エステイツ (Greeley Estates)とは、アメリカ合衆国, アリゾナ州, フェニックスにて結成されたメタルコアバンドである。
2002年に結成されたバンドで、同系統のバンド群でもかなりのキャリアを持つ。これまでに5枚のアルバムをリリースしており、音楽性はアルバムを重ねる毎に、より攻撃的な物へと変化。5thアルバム『The Death of Greeley Estates』は、彼らの最大のヒット作である。

## 現在のメンバー
- ライアン・ジマーマン / Ryan Zimmerman - (ヴォーカル)
- ブランドン・ハッケンソン / Brandon Hackenson  - (リード・ギター)
- デイビッド・ルドロウ / David Ludlow  - (リズム・ギター)
- カイル・コエルスク  / Kyle Koelsch - (ベース)
- クリス・ジュリアン / Chris Julian - (ドラム)

## ディスコグラフィー

### アルバム
| 発売日        | アルバムのタイトル                      | 販売レーベル      | 全米ビルボードアルバムチャート最高位 |
| 2004年7月22日 | Outside of This                         | Smartpunk         | -                                    |
| 2006年6月6日  | Far from the Lies                       | Record Collection | -                                    |
| 2008年5月6日  | Go West Young Man, Let the Evil Go East | Science           | -                                    |
| 2010年1月26日 | No Rain, No Rainbow                     | Tragic Hero       | 196位                                |
| 2011年8月9日  | The Death of Greeley Estates            | Tragic Hero       | 148位                                |

### EP
- Caveat Emptor EP (2005)